# Achille Baraguey d'Hilliers
« Baraguey d'Hilliers » redirige ici. Pour les autres significations, voir Louis Baraguey d'Hilliers.
Achille, comte Baraguey d'Hilliers, né le 6 septembre 1795 à Paris et mort le 6 juin 1878 à Amélie-les-Bains, est un maréchal de France.

## Biographie

### Famille
Achille Baraguey d'Hilliers est le fils du général du Premier Empire Louis Baraguey d'Hilliers, chef d'état-major de Custine, qui commande la force armée contre les insurgés du faubourg Saint-Antoine, et se distingue ensuite  dans toutes les grandes batailles de l'Empire.

### Guerre napoléoniennes
Après des études au Prytanée national militaire, il s'engage à dix-sept ans dans la Grande Armée. Il prend part à la campagne de Russie en 1812. En 1813, il sert d'aide-de-camp du maréchal Marmont à la bataille de Leipzig, où il perd sa main gauche. Promu capitaine en 1815, il participe à la bataille des Quatre Bras. 
Il sert également sous la Restauration et sous la monarchie de Juillet.

### Expédition d'Espagne (1823)
En 1823, il participe à l'expédition d'Espagne destinée à restaurer les Bourbons sur le trône d'Espagne, où il demeure jusqu'en 1825.

### Prise d'Alger (1830)
Il se distingue en Algérie, où il est nommé colonel après la capture d'Alger, en 1830. La même année, il est lieutenant-colonel du 1er régiment d'infanterie légère. 

### Gouverneur de Saint-Cyr
En 1834, il est nommé vice-gouverneur de l'école de Saint-Cyr. Il réprime, en cette qualité, un complot républicain ayant pris naissance dans l'école, à l'instigation du citoyen Guinard. En 1836, il est fait général de brigade, et nommé gouverneur de Saint-Cyr.

### Conquête  de l'Algérie
De retour en Algérie en 1840, il prend part aux combats de la conquête de l'Algérie, où il n'est pas toujours couronné de succès. Il est tout de même promu au grade de général de division, le 6 août 1843, et nommé commandant de Constantine. 

### Révolution de 1848
Retiré des listes de l'armée en 1844, il est réintégré en 1847 et nommé Inspecteur-général de l'infanterie.
À l'époque de la révolution de février en 1848, il commande la place de Besançon, et, en cette qualité, il s'oppose énergiquement à l'invasion de la République rouge en la personne des commissaires de Ledru-Rollin. Les Francs-Comtois le nomment plus tard représentant du peuple à l'Assemblée nationale, et ensuite député du Doubs à la Constituante et à l'Assemblée législative. Il siège à droite.
Lors de l'élection du 20 janvier 1849 pour le poste de vice-président de la République, il est l'un des trois candidats présentés par Louis-Napoléon Bonaparte, élu président le mois précédent. N'ayant recueilli qu'une seule voix à l'Assemblée, il termine dernier, battu à la fois par Alexandre-François Vivien et le vainqueur Henri Georges Boulay de la Meurthe.
Il est fait grand officier de la Légion d'honneur.

### Commandant de l'armée d'occupation à Rome
Le prince Louis-Napoléon Bonaparte, président de la République, l'envoie à Rome en 1851, en qualité de général en chef de l'armée d'occupation et d'ambassadeur extraordinaire. C'était à lui qu'est réservé l'honneur de réinstaller à Rome le souverain Pontife, que les révolutionnaires ont chassé.

### Coup d'État du 2 décembre 1851
Il remplace en 1851 le général Changarnier comme commandant de l'armée de Paris. Il joue un rôle dans le coup d'État du 2 décembre 1851.

### Guerre de Crimée
En 1853, Baraguey d'Hilliers est envoyé à Constantinople, en tant qu'ambassadeur extraordinaire, mais est rappelé un an plus tard en 1854. Pendant la guerre de Crimée, il reçoit le commandement du corps expéditionnaire de la mer Baltique. Après la capture de Bomarsund, en août 1854, Baraguey d'Hilliers est fait maréchal de France et nommé sénateur.

### Campagne d'Italie (1859)
En 1859, à la tête du 1er corps d'armée, il contribue à la victoire de Solférino lors de la campagne d'Italie.

### Dernières années
Après la guerre, on lui confie le commandement du 5e corps à Tours.
Devenu gouverneur militaire de Paris en 1870, sa franchise le rend impopulaire aux yeux de l'Impératrice Eugénie et de Charles Cousin-Montauban, comte de Palikao. Aussi le 12 août, il est remplacé par Trochu.
À la fin de la guerre franco-prussienne, Adolphe Thiers le nomme président d'une commission d'enquête chargée de déterminer les causes de la défaite française.
Souffrant d'incontinence sans remède à l'époque et ne supportant plus sa déchéance physique, il se suicide en 1878 durant une cure à Amélie-les-Bains. Il est inhumé à Paris dans la crypte de l'hôtel des Invalides.

## Anecdote
Sa sévérité légendaire, lors de son passage comme commandant de l'École spéciale militaire de Saint-Cyr, a valu la création d'un prix par les élèves, le Baraguey, décerné chaque année à l'officier supérieur le moins apprécié. Cette attribution se matérialise par une disparition du buste du général Baraguey qui trône au bout du couloir dit « de la pompe » et qui réapparaît dans le bureau du cadre, au moment voulu.

## Distinctions
- Médaille militaire (13 juin 1852)
- Grand-croix de la Légion d'honneur (1851)
- Ordre royal et militaire de Saint-Louis (1823)
- Médaille de Sainte-Hélène (1857)

## Hommages
- Une caserne porte son nom, boulevard Jean-Royer à Tours.

## Armoiries
| Figure | Blasonnement |
|        | D'argent, à la bande de gueules, accompagné en chef d'une merlette de sable, au chef d'azur, chargé de trois chausse-trapes d'argent. Supports : deux lions regardants. Devise : FAIS CE QUE DOIS, ADVIENNE QUE POURRA. |

## Sources
- Marie-Nicolas Bouillet  et Alexis Chassang (dir.), « Achille Baraguey d'Hilliers » dans Dictionnaire universel d’histoire et de géographie, 1878 (lire sur Wikisource)
- « Achille Baraguey d'Hilliers », dans Charles Mullié, Biographie des célébrités militaires des armées de terre et de mer de 1789 à 1850, 1852 [détail de l’édition]
- « Achille Baraguey d'Hilliers », dans Adolphe Robert et Gaston Cougny, Dictionnaire des parlementaires français, Edgar Bourloton, 1889-1891 [détail de l’édition]